# El Bogueto
Armando Toledo Rosas (Nezahualcóyotl, 27 de diciembre de 1997) conocido artísticamente como El Bogueto es un rapero y cantante mexicano de reguetón.

## Trayectoria
Previo a su debut musical, el artista exploró diversas opciones académicas, entre las que se encuentran la licenciatura en derecho, policía de investigación y administración de empresas, para finalmente desistió y optó por dedicarse a la música.
Durante la pandemia por COVID-19, Candela Music, el sello discográfico de Uzielito Mix, lo adoptó y por tres años intentó producir R&B, trap y reguetón comercial, pero no le funcionó. En ese entonces se hacía llamar B.O.G. (pronunciadas en inglés), pero decidió cambiarlo porque a la gente le costaba trabajo pronunciarlo.
Se ha posicionado como uno de los reguetoneros más populares del México.
Ha realizado colaboraciones con artistas como Big Metra, Mujer Luna Bella, Dani Flow, El Malilla, Yeri Mua y Bellakath y se ha presentado en escenarios nacionales como el Coca-Cola Flow Fest en 2023 y 2024 y el MEXCLA Spotify también en 2024.
Además, en diciembre de 2024 junto con Uzielito Mix fue parte del show del medio tiempo de la semifinal entre el Cruz Azul y Club América.
Su estilo musical se denomina como reguetón mexa que, según Eme Malafe:
El reguetón en México nace de los barrios, lugares donde surge de manera auténtica. Esta música es más que un género; es una representación de su entorno y de las experiencias que viven, algo con lo que el público puede identificarse profundamente.

### Influencias
El artista fue influenciado por Almighty, Héctor & Tito, Daddy Yankee, Tego Calderón, Don Omar, Nicky Jam y Plan B en su carrera.

## Discografía
- Reggaetoñerito (2023)[14]
- No hay loco que no corone (2024)